# Helius (Eurhamphidia) inelegans
Helius (Eurhamphidia) inelegans is een tweevleugelige uit de familie steltmuggen (Limoniidae). De soort komt voor in het Oriëntaals gebied.